# Tribrachidium
Tribrachidium é um gênero tri-radialmente simétrico que viveu nos mares do Ediacarano. Em vida, era hemisférico na forma. T. heraldicum é o membro mais conhecido do extinto grupo Trilobozoa. 

## Etimologia
O nome genérico Tribrachidium é derivado da combinação do grego τρία (tria, "três") + latim brachium ("braço") + sufixo diminutivo - idium. O nome específico T. heraldicum faz referência à similaridade do padrão deste fóssil com o conhecido desenho heráldico do tríscélio, como o Brasão de armas da Ilha de Man. 

## Ocorrência
Fósseis de Tribrachidium foram descobertos pela primeira vez no membro Ediacarano do quartzito Rawnslay, Flinders Ranges no sul da Austrália. Este fóssil também é conhecido da Formação Mogilev na Bacia do Rio Dniester, Podolia, Ucrânia e das Formações Verkhovka, Zimnegory e Yorga na área do Mar Branco da Região de Arkhangelsk, Rússia.

## Descrição
T. heraldicum é preservado com impressões negativas na base de camadas de arenito. Esses fósseis têm uma forma circular de três lóbulos, com bordas retas ou semelhantes a trifólio, geralmente são cobertos por numerosos sulcos radiais ramificados. A parte central do fóssil possui três cristas em forma de gancho ("braços"). Os lóbulos são torcidos em espirais fracas. 
O diâmetro das amostras varia de 3 a 50 milímetros (0,3 a 5,0 cm).

### Método de Alimentação
Em um estudo de 2015, Rahman et. al propôs que Tribrachidium heraldicum usava um modo raro de 'sedimentação da gravidade' de alimentação em suspensão com base em simulações computacionais de dinâmica de fluidos, que mostraram que o fluxo de água era dirigido passivamente pelos braços, canalizando-o para três depressões ('fossos apicais') onde o fluxo de água diminuía para baixo para que as partículas de comida saiam da suspensão.

## Reconstrução e Afinidade
O Tribrachidium foi originalmente descrito por Martin Glaessner como um organismo problemático, excluído de todos os principais grupos de animais conhecidos por sua simetria trirradial. No entanto, a semelhança superficial do Tribrachidium com equinodermos Edrioasteroidea era bem conhecida e discutida pelos pesquisadores. Mais tarde, Glaessner rejeitou quaisquer afinidades putativas deste animal com qualquer filos conhecido, deixando o status de sua taxonomia incerto. Originalmente, as várias estruturas nos espécimes australianos mal preservados foram interpretadas como tentáculos, braços e boca peculiares, mas mais tarde esta interpretação foi rejeitada. Seu modo de locomoção na vida também permanece desconhecido. 

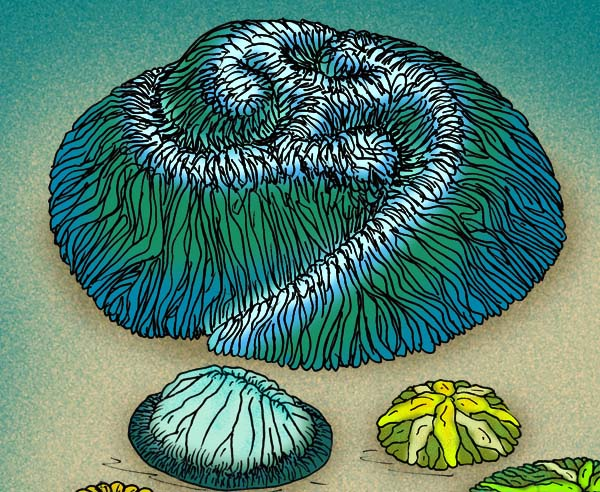
Reconstrução dos organismos trilobozoários Ediacaranos: Tribrachidium heraldicum (topo), Wigwamiella enigmatica (esquerda) e Rugoconites enigmatica (direita).

Com a descoberta de Albumares e da Anfesta intimamente relacionados, junto com as descobertas de espécimes russos muito mais bem preservados, Mikhail Fedonkin propôs para esses animais o novo táxon, Trilobozoa - um grupo extinto de animais de grau celenterado tri-radialmente simétricos. Originalmente, Trilobozoa foi erigido como uma classe separada no filo Coelenterata, mas depois que Coelenterata foi dividido em filos separados - Cnidaria e Ctenophora - Trilobozoa foi transferido para a categoria de filo. 
Fedonkin demonstrou que o fóssil de Tribrachidium é uma impressão da parte superior do corpo do animal, com alguns elementos de sua anatomia externa e interna. Os sulcos radiais observados no fóssil correspondem a sulcos presentes na superfície do animal quando vivo, enquanto as três cristas em forma de gancho na região central representam marcas de cavidades internas do corpo. Tribrachidium era um organismo bentônico de corpo mole que temporariamente se ligou (mas não se agregou) ao substrato de seu habitat (tapetes microbianos).